# ハイヤングKYOTO (第二期)
本項では、かつてKBS京都で放送されていた深夜ラジオ番組の内、1996年〜1999年に放送されたものを第二期として記述していく。
同名番組で、1981年4月から1987年3月まで放送されていたものについては、ハイヤングKYOTO (第一期)を参照。

## 概要
1996年4月に、『はいぱぁナイト』の後番組として開始。
放送時間は開始当初、毎週月〜土曜の22:00〜24:00。1997年10月からは終了までは、毎週月〜金曜の23:00〜25:00だった。1999年9月に終了。

### 開始への経緯
イトマン事件の影響でKBS京都が会社更生法の適用を余儀なくされ、それによる経費削減の為にそれまでの東京・原宿スタジオ発のはいぱぁナイトを終了させるに伴い、本格的に京都本社制作に回帰する形で開始された。
しかし、開始に当たっては『はいぱぁナイト』の中でも特に人気の高かった日髙のり子と杉原徹・近藤ナツコは引き続き起用し、更に旧『ハイヤングKYOTO』水曜担当で、同番組の中でも一、二を争う人気パーソナリティだったつボイノリオを再び金曜担当として起用。伝説の番組『ハイヤングKYOTO』のタイトルを冠する事によって、かつてのハイヤンリスナーの取り込みをも図った。
なお、つボイは当時既に、現在も続くCBCラジオの平日朝の看板番組『つボイノリオの聞けば聞くほど』を担当しており、活動の拠点を完全に名古屋に定着させた時期だった。しかし『ハイヤン』へのリスペクトの思いが強く、名古屋-京都間の「長距離移動」の過酷さを覚悟して同番組出演を引き受けたようである。

### 結果
上記のように関係各者の努力と思い入れをもってスタートした番組だが、KBS京都本社制作の平日深夜生番組が長らく途絶えていた影響及び、旧ハイヤンやはいぱぁの遺産にまるごと依存している面は否めず、全体的に見て第一期の頃の勢いとは程遠いものであった。一時期の火曜日は当初パーソナリティーが雇用できなかったため、アナウンサーに枠を丸投げした結果「1970年代以前の洋楽をAMでかける」だけの音楽番組と化してしまっていた。
会社更生法の管理下で制作費削減などの影響もあって、1996年秋改編で杉原が降板、更に1997年秋改編で土曜枠廃止の上に放送時間を1時間繰り下げ、そして日髙とつボイが降板。日髙の降板で8年半続いた東京原宿スタジオ発の深夜生番組枠は全廃となり、KBS京都が若者のラジオのメッカである時代が終わった。
その後、新しい看板パーソナリティーを育てる事も局の苦しい経営状態ではままならず、番組全体のパワーダウンを食い止める事は出来なかった。
そこに1991年に開局した京都のα-Stationの台頭に加え、更に娯楽の多種多様化でAMラジオ自体のシェアが急減した影響も重なり、1999年秋改編をもって番組終了に至る。

### KBS京都の深夜生番組のその後
同番組終了後、月〜金曜の枠はニッポン放送からallnightnipponSUPER!
（〜2003年3月）のネット受けに変更された。
この改編以後、KBS京都は土曜日にM3〜森谷威夫のモリモリマニア やカウントダウンRadioといった深夜生番組を細々と制作し続けるも、2005年秋改編をもって同局から自社製作深夜生番組が完全消滅に至った。
その後、2011年冬にKBS京都開局60周年記念特番として、『つボイノリオのハイヤングKYOTO』および『M3〜森谷威夫のモリモリマニア』が一晩限りの復活を遂げた。
現在のKBS京都はレコメン!とオールナイトニッポンに夜枠を丸投げしているため、若者のラジオ文化を京都の民間AM局が担うことはなくなってしまっている。

## 主なパーソナリティー
MITCHのマルディグラジオ、のように各番組がサブタイトルを持っていた。
- 月曜日 - 日髙のり子（ - 1997年9月）
- 月曜日 - MITCH(BLACK BOTTOM BRASS BAND)と松田奈緒（1997年10月 - ）
- 火曜日 - ハイヤングKYOTOチューズデー - 1970年代までの洋楽のヒット曲をあなたへ
- 火曜日 - 笑福亭晃瓶
- 火曜日 - 今西太一・伊良皆誠
- 水曜日 - 杉原徹（てつ100%）・近藤ナツコ（ - 1996年9月）
- 水曜日 - メッセンジャー
- 木曜日 - T・K・O（1997年9月までに和田りつ子も出演）
- 金曜日 - つボイノリオ（1996年4月 - 1997年9月）
- 金曜日 - 安井牧子
- 金曜日 - 森谷威夫（1999年4月 - 9月）
- 土曜日 - 青野敏行（ - 1997年9月）

## 備考
- 開始当初から半年間、木曜担当でもあった和田りつ子による京都パープルサンガ情報ミニコーナー『りっちゃんのパープルウェーブ』が、新「ハイヤン」の前番組の「はいぱぁ」末期時代から番組中にニッポン放送からネットされていた『独占!!Jリーグエキスプレス』のすぐ後に放送されていた。
- 放送時間が22:00〜24:00だった時代は、番組中にニュース速報や地震速報が入ってきたときも、その臨時ニュースは、番組パーソナリティーが原則読んでいた。